# Pedicularis paradoxa
Pedicularis paradoxa är en snyltrotsväxtart som först beskrevs av David Prain, och fick sitt nu gällande namn av T. Yamazaki. Pedicularis paradoxa ingår i släktet spiror, och familjen snyltrotsväxter. Inga underarter finns listade i Catalogue of Life.